# Lukijan Mušicki
Lukijan Mušicki (Лукијан Мушицки), född 27 januari 1777 i Temerin, död 15 mars 1837 i Sremski Karlovci, var en serbisk poet.
Mušicki var munk, professor i teologi, arkimandrit i klostret Šišatovač (i det serbiska Ungern) och blev 1828 biskop i Plaški. Han införde i den serbiska litteraturen det patriotiska odet samt förhärligade serbiska språket och historien. Hans båda första diktsamlingar var Glas narodoljubca (Folkvännens röst, 1819) och Glas harfe Šišatovačke (Harpotoner från Šišatovač, 1821). Hans mönster var Horatius och den franska smakriktningen, men hans språk är nationellt och ovanligt rent. Hans samlade dikter utkom i fyra häften 1838–48.